# スキロー培地
スキロー培地（スキローばいち、Skirrow's medium）は、CampylobacterやHelicobacter pyloriなどの選択増菌培地のひとつである。

## 培地の組成および製法
| 物質                        | 量     |
| blood ager base no.2(OXOID) | 40.0g  |
| 水                          | 1000ml |
| --------------------------- | ------ |

PH=7.2〜7.6になるように調整する。
上記内容は、blood ager base no.2で、これを作成後高圧蒸気滅菌した後、50℃ぐらいに冷ましそこに7%の割合で溶血ウマ脱繊維素血と、バンコマイシン10ml・ポリミキシンB 2,500IU・トリメトプリム5mgを加える。泡立てない様によく混合したのち、固まる前に平板培地にする。
なお、上記の抗生物質を入れたサプリメントが市販されている。

## 培養の方法
- 培地は、平板培地を用いる。
- 培地は使用する前に、無菌試験等を行ない問題の無い物を用いる。
- 微好気培養において培養する（目的菌により温度・時間等が異なる）[1]。

(例)
- Campylobacter Jejuniの場合、42℃で、48時間培養する。
- Helicobacter pyloriの場合、38℃で48時間培養する。

※市販で生培地および微好気培養用のガスパックなどが販売されている。